# Индустријска зона (Кунео)
Индустријска зона је насеље у Италији у округу Кунео, региону Пијемонт.
Према процени из 2011. у насељу је живело 60 становника. Насеље се налази на надморској висини од 266 м.